# Lymire vedada
Lymire vedada là một loài bướm đêm thuộc phân họ Arctiinae, họ Erebidae.